# Bofilliella subarcuata
Bofilliella subarcuata es una especie de molusco gasterópodo de la familia Clausiliidae en el orden de los Stylommatophora.

## Distribución geográfica
Se encuentra en Francia y España.